# Berkner Island
Berkner Island (norska: Berknerøya) är en ö i Antarktis. Den ligger i havet utanför Västantarktis. Argentina och Storbritannien gör anspråk på området.